# Антония, Елена
Елена Антония (исп. Helena Antonia; 1550—1595) — бородатая женщина, придворный карлик Марии Испанской, фаворитка Маргариты Австрийской, фрейлина Констанции Австрийской. Родилась в Льеже.
Изображена на нескольких портретах, а также в произведениях графики. Одна из самых ранних задокументированных бородатых женщин.